# Rosario Flores
Rosario del Carmen González Flores, més coneguda pel nom artístic de Rosario Flores, (Madrid, 4 de novembre de 1963) és una cantant i actriu espanyola. Ha estat la guanyadora, entre altres premis, del Grammy Latino al millor àlbum vocal pop femení, en les edicions de 2002 i 2004 pels seus treballs Muchas flores i De mil colores, respectivament.
És la filla menor d'Antonio González El Pescaílla i Lola Flores La Faraona, germana de l'actriu-cantant Lolita Flores i el cantautor Antonio Flores. Té una filla, Lola, amb la seva antiga parella Carlos Orellana i el 21 de gener de 2006 (aniversari del naixement de Lola Flores) tingué un fill, Pedro Antonio, amb Pedro Lazaga que és el seu marit en l'actualitat, a qui conegué rodant Hable con ella l'any 2001.

## Discografia

### Àlbums
Rosario ha venut un total d'1.300.000 còpies dels seus vuit discs d'estudi durant els seus 17 anys de carrera en solitari.
- 1992: De ley (3xPlatins) (300.000 còpies)[2]
- 1994: Siento (2xPlatins) (200.000 còpies)
- 1996: Mucho por vivir (3xPlatins) (300.000 còpies)
- 1999: Jugar a la locura (Disc d'Or) (50.000 còpies)
- 2001: Muchas flores (2xPlatins) (200.000 còpies)
- 2003: De mil colores (Disc d'Or) (50.000 còpies)
- 2006: Contigo me voy (Disc d'Or) (50.000 còpies)
- 2008: Parte de mí (2xPlatins) (+160.000 còpies)
- 2009: Cuéntame
- 2011: Raskatriski
- 2012: Las voces de rosario
- 2012: Esencial
- 2013: Rosario
- 2016: Gloria a ti
- 2018: Noche de gloria

### Àlbums recopilatoris
- 2009: Grandes éxitos en directo
- 2009: Mientras me quede corazón: Grandes éxitos

### Singles
- 1992: "Mi gato"
- 1992: "Sabor, sabor"
- 1992: "Escucha, primo"
- 1993: "De ley" (número u de Los 40 Principales)
- 1994: "Yo te daré"
- 1994: "Estoy aquí"
- 1996: "Qué bonito" (número u de Los 40 principales)
- 1996: "Mucho por vivir"
- 1997: "A tu lado" (número u de Los 40 principales)
- 1997: "Quiero cantar"
- 1999: "Jugar a la locura"
- 1999: "Dime cómo es"
- 2001: "Muchas flores"
- 2001: "Cómo quieres que te quiera" (número u de Los 40 principales)
- 2001: "Al son del tambor"
- 2002: "Agua y sal"
- 2003: "Aguanta ahí"
- 2003: "De mil colores"
- 2004: "Juras de samba", duet amb Carlinhos Brown.
- 2006: "El beso (contigo me voy)"
- 2006: "Mientras me quede corazón" (número u de EñE singles chart)
- 2006: "En el mismo lugar"
- 2008: "Algo contigo"
- 2008: "No dudaría" (número u de Los 40 principales) (número u de EñE singles chart)
- 2009: "El sitio de mi recreo", duet amb Antonio Vega. (número u de EñE singles chart)

## Premis i nominacions

### Premis
- 2001 Premi Grammy Latino al millor àlbum pop vocal femení per Muchas flores.
- 2002 Premi de la Música a la millor cançó per "Cómo quieres que te quiera"
- 2003 Premi Grammy Latino al millor àlbum pop vocal femení per De mil colores.
- 2008 Premi Ondas al millor àlbum pop vocal femení per Parte de mí.
- 2008 Premios EñE a la millor interpretació solista femenina per No dudaría.
- 2008 Premios EñE a la millor versió d'un tema per No dudaría.

### Nominacions
- 2008 Premis Grammy Latino al millor àlbum pop vocal femení per Parte de mí.
- 2008 Premis EñE al millor àlbum de l'any per Parte de mí.
- 2008 Premis EñE a la millor col·laboració per Cómo me las maravillaría yo amb Paulina Rubio.
- 2008 Premis 40 Principals a la millor artista solista.
- 2008 Premis 40 Principals al millor àlbum de l'any per Parte de mí.

## Filmografia
- El taxi de los conflictos (1969)
- Al fin solos pero... (1977)
- Colegas (1982)
- Proceso a Mariana Pineda (Sèrie de TV, 1984)
- Delirios de amor (Sèrie de TV, 1986)
- Calé (1987)
- Diario de invierno (1988)
- Entreacto (1989)
- El mejor de los tiempos (1989)
- Contra el viento (1990)
- Chatarra (1991)
- Cuentos de Borges (Sèrie de TV, 1993)
- Los ladrones van a la oficina (Sèrie de TV, 1993-1996)
- Hable con ella (2002)